# 丁如
丁如（越南語：Đinh Nhu，1910年—1945年3月17日）生於海防，是一位越南流行歌曲作家，曾参与反法独立斗争。他是越南红歌的早期创作者之一。1930年，在参加乂静苏维埃运动后，丁如被捕入狱，在狱中曾参与组织文化活动，如戏剧、合唱等。最終在安沛去世。